# Гардаман
Гардама́н (фр. garde main — защищать руку) или плата́н — инвентарь, заменяющий напёрсток, для проведения парусных работ. Имел вид кожаной или парусиновой полосы (перчатки) без пальцев с круглой металлической пластинкой, на которой наносились насечки или углубления. Более удобным считался гардаман из грубой кожи, так как мягкая кожа сильно скользит в потной руке. 
Гардаман, который использовался для шитья шкаторин на парусах, имел вид широкой перчатки с защитой большого пальца и носил название варежки.